# Cyclophora griseor
Cyclophora griseor är en fjärilsart som beskrevs av Mcdunnough 1927. Cyclophora griseor ingår i släktet Cyclophora och familjen mätare. Inga underarter finns listade i Catalogue of Life.